# 岡山デ・ショール人形芝居フェスティバル
岡山デ・ショール人形芝居フェスティバルは、岡山県岡山市で開催される人形劇のフェスティバル。岡山に根づく人形劇の祭典を目指す。2012年8月にプレ祭を天神山文化プラザで開催し、岡山と関西から10劇団が上演した。

## 概要
なにわ人形芝居フェスティバルの事務局長で、脚本・演出家の秋山シュン太郎が、出身県岡山でのフェスティバル旗揚げをした。現在、岡山では喜之助フェスティバルが瀬戸内市で行われているが、岡山市内は10数年前にフェスティバルが途絶えていた。フェスティバル開催をきっかけに人形劇団の横のつながりを持ち、本格的なプロの創設も視野に入れている。

## 参加劇団
2012年プレ祭：
つんちゃん劇場（岡山）、人形劇団おもちゃばこ（岡山）、くらしき作陽大学子ども教育学部附属児童文化部ぱれっと（岡山）、シニアミュージカル劇団発起塾（岡山）、人形劇サークルやさい畑（岡山）、人形劇団クッキー（岡山）、人形劇団クラルテ（大阪）、ねぎぼうずＳＡＹＯプロジェクト（大阪）、人形歌劇団パペレッタ（兵庫）、人形劇団京芸（京都）